# Pseudopeziza calthae
Pseudopeziza calthae är en svampart som först beskrevs av William Phillips, och fick sitt nu gällande namn av George Edward Massee 1895. Pseudopeziza calthae ingår i släktet Pseudopeziza och familjen Dermateaceae.  Arten är reproducerande i Sverige. Inga underarter finns listade i Catalogue of Life.